# Farlowella hahni
Farlowella hahni är en fiskart som beskrevs av Meinken, 1937. Farlowella hahni ingår i släktet Farlowella och familjen Loricariidae. Inga underarter finns listade i Catalogue of Life.